# Frederik van Nassau-Zuylestein (1624-1672)
Frederik van Nassau (1624 – 's-Gravesloot tussen Woerden en Kamerik 12 oktober 1672) was een Nederlands militair in Staatse dienst. Hij was de onwettige zoon van prins Frederik Hendrik van Oranje en Margaretha Catharina Bruyns. Op 15 maart 1640 werd hij door zijn vader beleend met kasteel Zuylestein (en werd aldus heer van Zuylestein).

## Leven
In 1640 werd Frederik door zijn vader tot kapitein der Staatse infanterie benoemd, waarna een ruim dertigjarige militaire carrière volgde. Van 1659 tot 1666 was hij gouverneur van zijn neef, de toekomstige stadhouder, prins Willem III. Door toedoen van Johan de Witt werd Willem aangenomen als Kind van Staat, waarop het ontslag van Frederik als gouverneur volgde, die door de Buat-affaire toch al gecompromitteerd was. In april van het rampjaar 1672 werd hij generaal der Staatse infanterie. In augustus van hetzelfde jaar was hij betrokken bij de moord op Johan en Cornelis de Witt. In oktober sneuvelde hij bij Woerden in een slag met Franse troepen. Deze slag is bekend als de Slag bij Kruipin.

## Huwelijk en kinderen
Frederik van Nassau huwde op 27 oktober 1648 in Den Haag met Mary Killigrew (1627-1677), dochter van sir William Killigrew, een gunsteling van Karel I en Karel II van Engeland. Zij kregen 2 zonen en 1 dochter:
- Willem Hendrik van Nassau-Zuylestein (1649 – 1708), heer van Zuylestein, Leersum en Waayenstein. Hij werd in 1695 door zijn neef koning Willem III van Engeland beleend met de titels graaf van Rochford, burggraaf (viscount) Tunbridge en baron Enfield.
- Hendrik van Nassau-Zuylestein heer van Leersum (na 1649 – Bonn, 13 november 1673). Gesneuveld bij het beleg van Bonn toen de troepen van de Republiek, onder leiding van Willem III, Bonn veroverden, waardoor de Franse aanvoerlijnen naar troepen in de Republiek afgesneden werden.
- Maria van Nassau (april 1656 te Zuylestein - ? )

Frederik ligt samen met zijn vrouw en zoon Willem Hendrik begraven in de grafkelder van Michaëlkerk te Leersum.
Hij is de voorvader van de in Engeland woonachtige Pamela, Janet en Julie Nassau, de enige nog in leven zijnde afstammelingen in mannelijke lijn van Willem van Oranje die de achternaam Nassau dragen.
- International Standard Name Identifier: 0000 0003 8836 9621
- Nederlandse Thesaurus van Auteursnamen: 070850054
- Virtual International Authority File: 281542425
- WorldCat: E39PBJpDMrQmxXVqvqtdTBdYT3